# George Lewis (Leichtathlet)
George Lewis (George Gregory Sebastian „Georgie“ Lewis; * 9. Mai 1917 in Arima; † 17. Februar 2011 ebd.) war ein Sprinter aus Trinidad und Tobago.
Bei den Olympischen Spielen 1948 in London erreichte er über 100 Meter das Viertelfinale und schied über 200 Meter im Vorlauf aus.

## Persönliche Bestzeiten
- 100 Yards: 9,4 s, 9. August 1944, Georgetown
- 100 m: 10,2 s, 16. November 1946, Port of Spain
- 200 m: 21,2 s, 16. November 1946, Port of Spain